# Liste der Kulturgüter in Boncourt
Die Liste der Kulturgüter in Boncourt enthält alle Objekte in der Gemeinde Boncourt im Kanton Jura, die gemäss der Haager Konvention zum Schutz von Kulturgut bei bewaffneten Konflikten, dem Bundesgesetz vom 20. Juni 2014 über den Schutz der Kulturgüter bei bewaffneten Konflikten sowie der Verordnung vom 29. Oktober 2014 über den Schutz der Kulturgüter bei bewaffneten Konflikten unter Schutz stehen.
Objekte der Kategorie A sind im Gemeindegebiet nicht ausgewiesen, Objekte der Kategorie B sind vollständig in der Liste enthalten, Objekte der Kategorie C fehlen zurzeit (Stand: 1. Januar 2023).

## Kulturgüter
| Foto |                                                                                    | Objekt | Kat. | Typ | Standort                                    | Beschreibung |
| ---- | ---------------------------------------------------------------------------------- | --- | ---- | --- | ------------------------------------------- | ------------ |
| ja   | Datei hochladen · Wikidata zu Ehemaliger Gemeindesaal bei der Brücke (Q29785303)   | Ehemaliger Gemeindesaal bei der Brücke / Ancien local communal près du pont KGS-Nr.: 03461                                       | B    | G   | Route des Lignières 3 568080 / 260651       |              |
| ja   | Datei hochladen · Wikidata zu Wohnhaus (Q29785313)                                 | Wohnhaus / Maison d’habitation KGS-Nr.: 03462                                                                                    | B    | G   | Rue des Lignières 13 567915 / 260665        |              |
| ja   | Datei hochladen · Wikidata zu Kirche St-Pierre-et-St-Paul: Barockmöbel (Q29785306) | Kirche Saint-Pierre-et-Saint-Paul mit barocker Ausstattung / Église Saint-Pierre-et-St-Paul avec mobilier baroque KGS-Nr.: 03463 | B    | G   | Place de l’Église 4 567951 / 260720         |              |
| ja   | Datei hochladen · Wikidata zu Ruine Milandre (Q29785314)                           | Milandre, mittelalterliche Turmruine / Milandre, ruines de la tour médiévale KGS-Nr.: 03464                                      | B    | F   | Route de Milandre 39.1 568093 / 259496      |              |
| ja   | Datei hochladen · Wikidata zu Gemeindehaus (Q29785311)                             | Gemeindehaus / Mairie KGS-Nr.: 03465                                                                                             | B    | G   | Route de France 15 568127 / 261032          |              |
| ja   | Datei hochladen · Wikidata zu Bauernhof Chavon-Dessous (Q29521768)                 | Bauernhof Chavon-Dessous / Ferme Chavon-Dessous KGS-Nr.: 10069                                                                   | B    | G   | Impasse du Chavon-Dessous 1 567926 / 260741 |              |
| ja   | Datei hochladen · Wikidata zu Home des Chevrières (Q29785308)                      | Home des Chevrières KGS-Nr.: 16129                                                                                               | B    | G   | Les Chevrières 6 568139 / 261405            |              |
| ja   | Datei hochladen · Wikidata zu Home des Colombes (Q29785309)                        | Home des Colombes KGS-Nr.: 16130                                                                                                 | B    | G   | Route de France 21 568086 / 261179          |              |
| BW   | Datei hochladen · Wikidata zu Domaine de Guilé (Q29785304)                         | Domaine de Guilé KGS-Nr.: 16131                                                                                                  | B    | G   | Route du Mont Renaud 21 568837 / 261021     |              |